# باول تومسون (لاعب كرة قدم أسترالية)
باول تومسون (بالإنجليزية: Paul Thompson)‏ هو لاعب كرة قدم أسترالية أسترالي، ولد في 19 أبريل 1958.

## وصلات خارجية
- باول تومسون على موقع AustralianFootball.com (الإنجليزية)
- باول تومسون على موقع AFLtables.com (الإنجليزية)